# Малага — Коста-дель-Соль (аэропорт)
Аэропорт Малага — Коста-дель-Соль (исп. Aeropuerto de Málaga-Costa del Sol) — четвёртый по загруженности аэропорт Испании после Мадрида, Барселоны и Пальма-де-Мальорки.
Аэропорт имеет большое значение для туризма в Испании, так как обслуживает курортное побережье Коста-дель-Соль. Находится в провинции Малага, в восьми километрах к юго-западу от столицы провинции — Малаги.
Аэропорт принимает и отправляет рейсы в более чем шестьдесят стран мира. В 2012 году аэропорт обслужил более двенадцати c половиной миллионов пассажиров. Малагский аэропорт — международный аэропорт Андалусии, принимающий около 85 % её международного авиасообщения.
Малагский аэропорт имеет три терминала. Первый терминал, построенный в шестидесятые годы, в настоящее время не эксплуатируется. Второй терминал, возведённый по проекту Рикардо Бофиля и сданный в эксплуатацию в 1991 году, носит имя Пабло Пикассо.
Третий терминал открылся 15 марта 2010 года. Вторая взлётно-посадочная полоса была принята в эксплуатацию в июне 2012 года, увеличив пропускную способность аэропорта до тридцати миллионов человек в год.